# Ульріка Тілльманн
Ульріка Луїза Тілльманн (англ. Ulrike Luise Tillmann народ. 12 грудня 1962, Реде, Німеччина) — німецький математик, фахівець з алгебраїчної топології, вона зробила значний внесок у вивчення простору алгебраїчних кривих . Викладач математики в Оксфордському університеті, член коледжу Мертона [en], найстарішого з корпусів Оксфордського університету .

## Біографія
У 1985 році вона отримала ступінь бакалавра мистецтв і магістра в декількох університетах. У 1990 році Тілльманн захищала кандидатську дисертацію під керівництвом Ральфа Коена . Випустилася з Боннського університету в 1996 році з вищим академічним ступенем . .

## Член академій і наукових товариств
- Член Королівського математичного товариства (2008)[8]
- Член Американського математичного товариства (2013)[9]
- Член Німецької академії наук ім. Леопольдіни (2017)[10]

## Нагороди
- Премія Вайтгеда (2004)[11]

## Особисте життя
Батьки Ульріки Тілльманн — Евальд і Марі-Луїза Тілльманн. У 1995 році вона вийшла заміж за Джонатана Морріса, у них народилося троє доньок .

## Праці
- У. Тілльманн. Про гомотопії стійкої групи класів відображення.   — 1997 ed.   — М.: Acta Math, 1997..   — Т.   130.   — С.   257—275.
- У. Тілльманн, В. Медсен. Стабільна група класів відображення і{\displaystyle Q(\mathbb {C} P_{+}^{\infty })}   — 2001ed.   — М., 2001. — Т. 145. — С. 509—544.
- С. Галата, В. Медсен, У. Тілльманн. Гомотопічний тип категорій кобордізмів.  — М.: Acta Math, 2009.  - Т. 202. — С. 195—239.